# Thomas Pips
Thomas Pips is een Belgische stripreeks en het hoofdpersonage zelf (7 februari 1946) de bekendste stripfiguur uit het oeuvre van de Gentse striptekenaar Leo Victor Frans De Budt, beter gekend onder het pseudoniem Buth.
De stripheld heeft zelfs een autobiografisch tintje, want Thomas Pips is niemand minder dan de tekenaar zelf. Een van zijn autobiografische knipoogjes is de verschijning van de stripheld Thomas Pips met een hoed (gleufhoed), Buths favoriete hoofddeksel.
Een belangrijke inspiratiebron voor de creatie van Thomas Pips vormde de Amerikaanse gagstrip "Blondie" uit 29 april 1930 van geestelijke vader Chic Young met hoofdfiguur Dagwood Bumstead als evenbeeld.

## Geschiedenis
Van 7 februari 1946 tot 9 januari 1947 verscheen dagelijks (soms onregelmatig) een gagstrook van Thomas Pips in de krant Het Volk. Deze werd vooraf in de krant Het Volk aangekondigd op 1 en 7 februari 1946. Oorspronkelijk werd deze typische krantenstrip opgevat als een pretentieloze humoristische familiestrip, met Thomas Pips als brave huisvader, met vrouw Tineke (later veranderd in Tinneke en getekend naar het evenbeeld van Buths vrouw), Germaine De Corte, zoon Flip, dochter Mieke en de kat en hond Bobby als brave huisdieren. Later na de geboorte van Buths tweede zoon in 1954 veranderde de naam Flip in Henkje (naar zijn zoon De Budt Henk). De sporen van de Amerikaanse comic "Blondie" kwamen hier dan ook het meest naar voren.
Vanaf 1 augustus 1947 tot 28 juni 1949 verscheen Thomas Pips met dagelijks een strook als vervolgverhaal in de krant Het Volk.

### Periode Flanders
De stripheld Thomas Pips evolueerde vanaf 1 augustus 1947 tot 26 juni 1948 - door toedoen van de Gentse scenarioschrijver Raymond Jean de Kremer (pseudoniem John Flanders) meer en meer van een komieke huisvader naar een onverbeterlijke Sherlock Holmes. Flanders' detectivescenario's werden gekenmerkt door hun soms vrij gewelddadige, gruwelijke en bloedige verhaallijnen. Pips' eerste avonturen als detective samen met zijn onafscheidelijke assistent en landloper Slappe Sys, brigadier Snoek en de kraai Giele kon men dan ook vanaf 1 augustus 1947 als vervolgverhaal lezen in de krant Het Volk. De eerste vier detectiveverhalen werden gemaakt naar een scenario van Flanders.
Na de Flanders-periode verscheen Thomas Pips vanaf 29 juni tot 27 juli 1948 opnieuw dagelijks als gagstrip of stop-comic onder de titel Terwijl Pips naar de ronde is ....
Vanaf 28 juli tot 11 november 1948 werden de gags in Het Volk gepubliceerd onder de titel "De fratsen van Thomas Pips".
Na dit intermezzo verscheen Thomas Pips van 16 november 1948 tot 28 juni 1949 in Het Volk nog tweemaal als vervolgverhaal met teksten van de bekende jeugdschrijver Ludovic Van Winkel, (pseudoniem Lod Lavki). Op inhoudelijk vlak wist voornoemde scenarist zijn stempel te drukken. In het bijzonder liet hij de hoofdfiguur Thomas Pips opnieuw figureren als brave huisvader, die voornamelijk met zijn zoon Flip spannende avonturen beleeft. Tevens zijn de verhalen van Lavki nogal religieus getint en moraliserend, en ze brengen Lavki's vroeger verleden als priester naar boven.

### 't Kapoentje
Vanaf 24 september 1949 tot 1952 hernam Léo de Budt de familiegagstrip met wekelijks een gagplaat onder de titel "De Tribulaties van Thomas Pips en Co" in "Ons Zondagsblad", aanvankelijk als weekendbijlage van krant Het Volk en vanaf 1952 fungerend als volwaardig weekblad., In 1952 werd de gagreeks vervangen door de stripreeks "Oktaaf Keunink" van Marc Sleen, doordat Pips voortaan in de jeugdbijlage 't Kapoentje van de krant Het Volk verscheen, niet langer als familiale gagstrip, maar wel als volwaardig vervolgverhaal.
Vanaf 21 juni 1951 tot 17 juli 1952 kon men dan in 't Kapoentje de avonturen van Thomas Pips volgen. Opnieuw nam John Flanders de taak van scenarist op zich voor de eerste twee verhalen.
Thomas Pips bleef na 1952 ietwat op de achtergrond, maar kende eind de jaren 50 en begin jaren 60 een periode van heropleving, aanvankelijk als gagplaat, nadien opnieuw als vervolgverhaal. Kenmerkend voor die periode was dat Pips - mede onder invloed van de Wereldexpo in 1958 - qua tekenstijl (Atomisme) in een nieuw kleedje gestoken werd.
Zo maakte de Budt vanaf 1958 tot 7 april 1965 - in navolging van de wielercartoons - gags over diverse sporten waarin Thomas Pips in de huid van sportman kroop, gekend onder de titel "Thomas Pips in Sport en Spel". In totaal verschenen er 324 sportieve gagplaten wekelijks in 't Kapoentje, de gratis jeugdbijlage van de krant Het Volk, met als hoofdpersonages Thomas Pips, diens vrouw Tinneke, neefjes Henkje en Jo (wellicht zijn beide personages Buths zonen Henk en Johan De Budt) en zijn trouwe hond Floppy en zijn trouwe makker en buurman Kilo. In de gags werd regelmatig verwezen naar bekende sportfiguren, belangrijke evenementen en populaire buitenspelen.
Vanaf 14 april 1965 tot 1982 werd met Thomas Pips als vervolgverhaal in de jeugdbijlage 't Kapoentje opnieuw de avontuurlijke weg ingeslagen waarbij Buth voortaan zelf instond voor het scenario.

### Tour
Van 1947 tot 1982 tekende Léo voor dezelfde krant (eerste Tourkrant van België) tijdens de Tour de France de wieleravonturen van Thomas Pips in de Ronde van Frankrijk, alias de "Pips-ronde", waaraan de stripfiguur vooral zijn populariteit te danken heeft. In het bijzonder verscheen tijdens de Tour deze cartoonstrip dagelijks in de krant "Het Volk", van 1947 tot 1961 in de sporteditie en van 1962 tot 1982 in de afzonderlijke sportbijlage "Speciale editie voor de Ronde van Frankrijk", in de volksmond eerder gekend als het "rondegazetje". Telkens met een cartoon van Thomas Pips - alluderend op een tafereel van de Tourrit van die dag - en bijhorend cursiefje van de hand van Michel Casteels, onder de schuilnaam "Thomas Pips" of "Trezebees" onder de rubriek "Mosterd en Pickles (uit de Tour)". Het "tourkrantje" - met het tourverslag, rituitslag en klassement - rolde reeds op dezelfde dag enkele uren na de ritaankomst van de pers. Het tourkrantje werd luidkeels (crieurs) te koop aangeboden door hiervoor speciaal opgetrommelde jongeren. De oplage liep zelfs op tot 120.000 exemplaren.
In deze wielercartoons vertolkte Thomas Pips steeds de hoofdrol van professionele ronderenner samen met zijn trouwe vrienden Kilo, 1/4 Kilo en Lange Lo. Deze cartoons werden doorgaans gekenmerkt door het spel "zoekt de muis" met in elke gag een verborgen minuscuul muisje.
Het populaire muisjespel is de laatste jaren onlosmakelijk verbonden met tal van buurtfeesten. In het bijzonder is voornoemd spel op de jaarlijkse Gentse "Buurtfeesten Muide-Meulestede" zelfs uitgegroeid tot een ware hype met een afzonderlijk "Thomas Pipskraam" en een jeugdwedstrijd met als titel "Grote feestwedstrijd Thomas Pips - muizen zoeken" als ingrediënten.
Ook in Nederland op de "Mosselfeesten te Philippine" wordt ieder jaar een "Thomas Pips"-prijsvraag gehouden, met als hoofdprijs een Eddy Merckx-fiets. De opdracht bestaat erin het juist aantal muizen te vinden op de ingewikkelde koerstekening. De wielercartoons werden later gebundeld in een aantal albums gekend onder de noemer "Thomas Pips in de Ronde van Frankrijk".
In de gemeente Heule werd op 2 april 2006 ter gelegenheid van de doortocht van de Ronde van Vlaanderen de dochter van Thomas Pips geboren: "Tineke Pips", de Heulse wielerkrant.
In dit krantje stond een uitgebreid portret van de Heulenaar die de Ronde tweemaal won alsook info over de Ronde van Vlaanderen 2006. Daarnaast werd een koers georganiseerd onder de Heulse wielervrouwen met als naam "Tinekeskoers", waarbij de winnares mag pronken met een heus "Tinekeslint". Ten slotte gaat de gemeente Heule sinds 1964 als "Tinekesgemeente" door het leven en werden de eerste "Tinekesverkiezingen" gehouden.
Daarnaast maakte BRT-producer Elie Saegeman een aantal radiospots, gekend onder de noemer "Tourgedichten", voor de dagelijkse rondeberichtgeving van de toenmalige BRT. Deze gedichten werden in 1976 gebundeld in een boek met als titel "TOUR DE FRANCE", hier en daar geïllustreerd met cartoons van Thomas Pips.
Daarnaast maakte de Budt elk jaar bij de aanvang van elke Ronde zijn traditionele "aankondigingscartoon" en "het rondeparcours" in de vorm van een Touraffiche.
Last but not least werd tijdens de uitreiking van de trofee "De Pedaalslag" in Hotel Villa Maritiem te Wenduine op 2 december 2003 "De Tourencyclopedie 1903-2003" (bestaande uit zeven delen) voorgesteld door coauteur Guido Cammaert. Voornoemde encyclopedie werd verrijkt met Tourcartoons van Thomas Pips, die destijds verschenen in de krant Het Volk tijdens de Ronde van Frankrijk.

## Maatschappelijke en historische context
In het bijzonder lagen twee belangrijke maatschappelijke ontwikkelingen aan de opkomst van het eigen Vlaamse beeldverhaal ten grondslag. Enerzijds ontleenden zij hun oorsprong aan de eeuwenoude Vlaamse traditie van de volksbladen. Anderzijds werd door toedoen van het nazi-regime tijdens de Tweede Wereldoorlog de publicatie van Amerikaanse strips (comics) in de Vlaamse kranten niet langer getolereerd en werd voortaan een beroep gedaan op soortgelijke verhalen van eigen bodem als volwaardig alternatief. Deze ontwikkeling verklaart de sterke invloed van de moderne Amerikaanse strip en effende de weg voor publicatie van strips van eigen bodem in Vlaamse kranten. Zo verscheen Thomas Pips in de krant Het Volk in 1946 als volwaardig alternatief voor de Amerikaanse strip "Blondie" van Chic Young.
Ondanks de explosieve bloei van het Vlaamse beeldverhaal na de Tweede Wereldoorlog ondervond het medium weerstand van opvoeders, bibliothecarissen, enzovoorts. De publieke opinie zou ervoor hebben gezorgd dat kranten een vorm van bewuste (zelf-)censuurpolitiek voerden. In het bijzonder verboden zij bepaalde thema's en verplichtten de Vlaamse stripauteurs de resterende onderwerpen erg clichématig en onschuldig voor te stellen. Hun voorkeur ging dan ook uit naar onschuldige en brave humoristische familiestrips zoals Suske en Wiske, De familie Snoek, Nero en Thomas Pips. De Vlaamse krantenstrip bleef aldus twee decennia lang gebrandmerkt als brave kinderlectuur en teerde dan ook jarenlang op het herkauwen van oude verhalen.

## Tentoonstellingen en activiteiten Thomas Pips

### Gent
- "Thomas Pips in de Ronde", van 19 tot 20 september 1998, in de haven van Gent, loods 20, georganiseerd door de "vzw Havenfollies" ter gelegenheid van de Gentse Havenfeesten.
- Catalogus van de tentoonstelling "Buth Vader van Thomas Pips en andere muizenissen", van 30 november 2007 tot 17 februari 2008, in Kunsthal Sint-Pietersabdij.

### Oudenaarde
- "De Pruik van Pantani", van 23 juni tot 27 augustus 2006, in het Centrum Ronde van Vlaanderen te Oudenaarde, waar een aantal Thomas Pips-tekeningen werden tentoongesteld.

### Kruishoutem
- Naar aanleiding van de doortocht in 2007 van de Ronde van Frankrijk in de streek rond Kruishoutem werden de wielercartoons van de stripheld 'Thomas Pips' tentoongesteld. De tentoonstelling "Thomas Pips' cartoons van de tekenaar Buth" liep van 17 juni tot en met 30 september 2007 in het European Cartoon Center (ECC) te Kruishoutem.

### Roeselare - Wielermuseum
- "Thomas Pips en de Tour & Wielervrouwen van Vlaanderen", van 9 mei tot 5 september 2009 in het Wielermuseum te Roeselare. Een tentoonstelling die integraal gewijd is aan Thomas Pips in de Tour. Meer dan 40 ingekleurde en uitvergrote cartoons zijn te bekijken alsook een aantal authentieke Speciale edities van Het Volk.

### Knokke-Heist
- "Eddy Merckx en Thomas Pips in de ronde van Frankrijk", van 30/4/2009 - 10/7/2009 in bibliotheek Scharpoord.

### Middelkerke
- "Thomas Pips en de Tour de France", van 17 juli tot en met 2 augustus 2009 naar aanleiding van het jaarlijkse stripfestival Middelkerke.

### Bredene
- "Thomas Pips - 20 grote winnaars & 20 onvergetelijke locaties van de Tour de France", van 12 juni tot en met 15 september 2023 met teksten van Robert Janssens in het Stas Versluys Centrum.